# Jeffrey Skilling
Pour les articles homonymes, voir Skilling.
Jeffrey Skilling (né le 25 novembre 1953), est un ancien PDG d'Enron, groupe de courtage en énergie. Il a dirigé Enron pendant six mois avant de démissionner pour raisons personnelles en août 2001, quatre mois avant la faillite du groupe. 

## Affaire Enron
Enron s'était hissé au 287e rang des plus importantes entreprises américaines avant que les anomalies découvertes dans sa comptabilité ne provoquent l'implosion du groupe et la ruine pour quelque 4 000 de ses employés. Le groupe s'est déclaré en faillite en décembre 2001, avec des pertes estimées au-delà de 40 milliards de dollars. C'était à l'époque la plus grosse faillite de l'histoire des États-Unis.
En avril 2006, Skilling est jugé avec le fondateur d'Enron, Kenneth Lay, qui avait dirigé l'entreprise avant et après son passage. Il fait face à 28 chefs d'accusation, parmi lesquels fraude, complot, délit d'initié ou encore fausses déclarations aux cabinets d'audit. Il a été reconnu coupable pour 19 d'entre eux (fraude, complot, etc.) . Il a soutenu pendant le procès être innocent et avoir ignoré les montages financiers d'Andrew Fastow, directeur financier d'Enron.
Le lundi 23 octobre 2006, il a été condamné à 24 ans et 4 mois de prison. Il a annoncé recourir contre la décision.
La Cour suprême des États-Unis a décidé jeudi 24 juin 2010, d'annuler la condamnation de Jeffrey Skilling, ancien PDG d'Enron, pour manquement à ses "obligations morales" lors de la faillite de la société en 2001, tout en reconnaissant l'équité du procès de 2006, renvoyant ainsi vers un nouveau jugement ultérieur.
Le 21 juin 2013, sa peine initiale de 24 ans de détention a été ramenée à 14 années et il a été libéré le 21 février 2019.

## Sources
1. ↑  Lay et Skilling sont reconnus coupables dans l'affaire Enron, La Presse canadienne, 25 mai 2006
2. ↑  La Cour suprême annule la condamnation de l'ancien PDG d'Enron, Le Nouvel Observateur, 24 juin 2010
3. ↑  (en) Enron's Jeffrey Skilling sees jail sentence reduced to 14 years, theguardian.com, 21 juin 2013

- Notices d'autorité :   - VIAF
  - LCCN
  - WorldCat